# Peltigera rufescens
Peltigera rufescens (Weiss) Humb., 1793  è un lichene terricolo foglioso appartenente alla famiglia delle Peltigeraceae.
Questa specie comune e diffusa ha una distribuzione cosmopolita e spesso si trova in habitat asciutti e soleggiati su terreni basici, calcarei e substrati silicei ricchi di sostanze nutritive. Il lichene forma rosette fino a 20 cm di diametro, con un tallo di colore grigio-marrone densamente ricoperto da uno strato morbido e vellutato di peli. I suoi lobi, solitamente lunghi 3-5 cm e larghi 5-10 mm, presentano bordi distintivi arricciati verso l'alto. La parte inferiore è caratterizzata da una rete di rizine, che ancorano il lichene al substrato. P. rufescens si riproduce sia sessualmente attraverso gli apoteci (corpi fruttiferi) sia asessualmente attraverso i "lobi di rigenerazione".
Forma una relazione simbiotica con i cianobatteri del genere Nostoc, che fungono da fotobionti. La specie è nota per la sua capacità di bioaccumulare metalli pesanti e per le sue risposte adattive alle radiazioni UV-B, il che la rende oggetto di studi ecologici e fisiologici.

## Descrizione

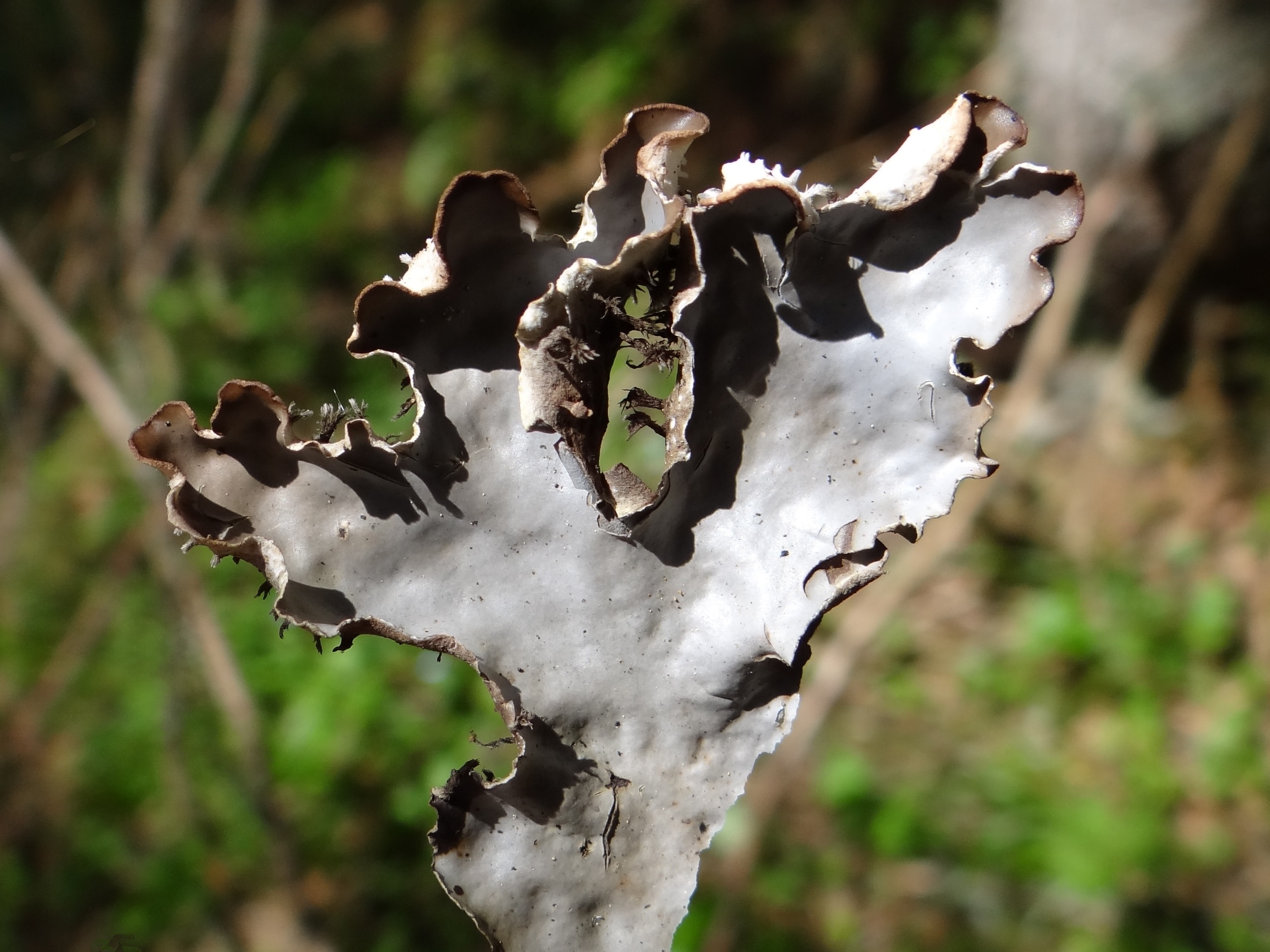
Dettaglio della superficie del lobo

Peltigera rufescens ha un tallo di colore grigio-marrone che è spesso ricoperto da uno strato spesso di peli fini fittamente aggrovigliati. Forma rosette fino a 20 cm di diametro. I lobi che compongono il tallo misurano solitamente 5-10 millimetri di larghezza, sono lunghi 3-5 centimetri e hanno i bordi arricciati verso l'alto. Piccoli "lobi di rigenerazione" (0,1–0,3 mm) sono spesso presenti sul bordo del tallo. La superficie inferiore del tallo è fortemente venata, di colore scuro con un margine più chiaro. Le rizine sulla pagina inferiore fissano il lichene al substrato; nella parte centrale sono così dense da formare un tappeto quasi continuo. Nella parte esterna del tallo, ci sono spesso lunghe file distintive a forma di pettine di peli bianchi sporgenti (meno di 0,5 mm di lunghezza) sulle vene. In questa specie sono comuni i corpi fruttiferi, o apoteci. Hanno la forma di una sella e sono di colore rosso-marrone scuro. In questa specie sono assenti isidi e soredi. Il partner fotobionte di Peltigera rufescens è il cianobatterio del genere Nostoc. 

## Habitat e distribuzione
Peltigera rufescens è un lichene comune e diffuso, con distribuzione cosmopolita. Si incontra più spesso in habitat asciutti e soleggiati. Predilige terreni più o meno basici. Cresce anche su calcare e dolomite (raramente su rocce silicee ) e su terreni silicei ricchi di sostanze nutritive, compresi ambienti diversi come praterie calcaree e strutture in pietra. Gli individui che crescono in associazione con i muschi tendono a crescere in modo più robusto e ad avere una quantità maggiore di clorofilla α rispetto a quelli che non lo fanno. Il muschio non solo fornisce una protezione contro le variazioni estreme di temperatura, ma i talli associati al muschio hanno tassi di fotosintesi più elevati e una maggiore protezione contro la disidratazione. Inoltre, i loro talli sono più spessi, il che determina una maggiore ritenzione idrica. I muschi che più spesso si associano alla Peltigera rufescens sono: Racomitrium heterostichum, Campylopus introflexus, Hypnum cupressiforme e Polytrichum juniperinum.